# Emil Triner
Emil Triner (ur. 15 marca 1961 roku w Toužimie) – czeski kierowca rajdowy. Karierę rajdową rozpoczął w 1984 roku. W latach 90. był kierowcą fabrycznym zespołu Skody. Brał udział w 31 rajdach w ramach Rajdowych Mistrzostw Świata startując w klasach A5, A6, A7 jak i cyklu WRC, podczas których jeździł Škodą Favorit, Škodą Felicią Kit Car oraz Škodą Octavią WRC. W 1994 roku w Rajdzie Akropolu zajął 9. miejsce. W 1998 został mistrzem Europy w klasie F2, a w 2000 roku był mistrzem Czech w sprincie. W swojej karierze zaliczył także starty Seatem Cordobą WRC w mistrzostwach Czech.

## Starty w RMŚ
| Rok  | Rajd                   | Kraj            | Pilot         | Samochód              | Pozycja      |
| ---- | ---------------------- | --------------- | ------------- | --------------------- | ------------ |
| 1993 | Rajd Monte Carlo       | Monako          | Jiří Klima    | Škoda Favorit         | 23.          |
| 1993 | Rajd Szwecji           | Szwecja         | Jiří Klima    | Škoda Favorit         | 18.          |
| 1993 | Rajd Portugalii        | Portugalia      | Jiří Klima    | Škoda Favorit         | nie ukończył |
| 1993 | Rajd Grecji            | Grecja          | Jiří Klima    | Škoda Favorit         | 11.          |
| 1993 | Rajd Finlandii         | Finlandia       | Jiří Klima    | Škoda Favorit         | 25.          |
| 1993 | Rajd San Remo          | Włochy          | Jiří Klima    | Škoda Favorit         | 11.          |
| 1993 | Rajd Hiszpanii         | Hiszpania       | Jiří Klima    | Škoda Favorit         | 13.          |
| 1993 | Rajd Wielkiej Brytanii | Wielka Brytania | Jiří Klima    | Škoda Favorit         | 15.          |
| 1994 | Rajd Grecji            | Grecja          | Jiří Klima    | Škoda Favorit         | 9.           |
| 1994 | Rajd Portugalii        | Portugalia      | Jiří Klima    | Škoda Favorit         | 12.          |
| 1994 | Rajd Finlandii         | Finlandia       | Jiří Klima    | Škoda Favorit         | 19.          |
| 1994 | San Remo               | Włochy          | Jiří Klima    | Škoda Favorit         | 18.          |
| 1994 | Rajd Wielkiej Brytanii | Wielka Brytania | Jiří Klima    | Škoda Favorit         | 22.          |
| 1995 | Rajd Szwecji           | Szwecja         | Pavel Stanc   | Škoda Felicia Kit Car | 23.          |
| 1995 | Rajd Portugalii        | Portugalia      | Pavel Stanc   | Škoda Felicia Kit Car | nie ukończył |
| 1995 | Rajd Francji           | Francja         | Pavel Stanc   | Škoda Felicia Kit Car | nie ukończył |
| 1996 | Rajd Argentyny         | Argentyna       | Pavel Stanc   | Škoda Felicia Kit Car | 16.          |
| 1996 | Rajd Australii         | Australia       | Pavel Stanc   | Škoda Felicia Kit Car | 18.          |
| 1996 | Rajd Hiszpanii         | Hiszpania       | Pavel Stanc   | Škoda Felicia Kit Car | 23.          |
| 1997 | Rajd Monte Carlo       | Monako          | Julius Gál    | Škoda Felicia Kit Car | 11.          |
| 1997 | Rajd Szwecji           | Szwecja         | Karel Jirátko | Škoda Felicia Kit Car | 22.          |
| 1997 | Rajd Portugalii        | Szwecja         | Karel Jirátko | Škoda Felicia Kit Car | nie ukończył |
| 1997 | Rajd Hiszpanii         | Hiszpania       | Karel Jirátko | Škoda Felicia Kit Car | nie ukończył |
| 1997 | Rajd Argentyny         | Argentyna       | Karel Jirátko | Škoda Felicia Kit Car | nie ukończył |
| 1997 | Rajd Grecji            | Grecja          | Karel Jirátko | Škoda Felicia Kit Car | 18.          |
| 1997 | Rajd Finlandii         | Finlandia       | Miloš Hůlka   | Škoda Felicia Kit Car | 25.          |
| 1997 | Rajd San Remo          | Włochy          | Miloš Hůlka   | Škoda Octavia Kit Car | nie ukończył |
| 1997 | Rajd Australii         | Australia       | Miloš Hůlka   | Škoda Felicia Kit Car | nie ukończył |
| 1999 | Rajd Portugalii        | Portugalia      | Miloš Hůlka   | Škoda Octavia WRC     | nie ukończył |
| 1999 | Rajd Grecji            | Grecja          | Miloš Hůlka   | Škoda Octavia WRC     | 13.          |
| 1999 | Rajd Finlandii         | Finlandia       | Miloš Hůlka   | Škoda Octavia WRC     | 14.          |
| 1999 | Rajd San Remo          | Włochy          | Miloš Hůlka   | Škoda Octavia WRC     | nie ukończył |